# هماوردی پرسپولیس و سپاهان
هماوردی پرسپولیس و سپاهان معروف به ال‌کلاسیکو فوتبال ایران دیدار بین دو تیم سپاهان اصفهان و پرسپولیس تهران است که یکی از مهم‌ترین دیدارهای فوتبال در ایران است.
دو تیم پرسپولیس تهران و سپاهان اصفهان تاکنون ۹۰ بار به‌طور رسمی و دوستانه مقابل هم قرار گرفته‌اند که حاصل کار، ۲۸ برد برای پرسپولیس و ۲۵ برد برای سپاهان و ۳۷ دیدار با نتیجه تساوی به پایان رسیده است.

## تاریخچه
پرسپولیس و سپاهان هر دو ریشه در باشگاه فوتبال شاهین دارند. در گذشته بازی این دو باشگاه هماوردی به‌شمار نمی‌رفت و جدال دو تیم حساسیت زیادی نداشت. با آغاز جام خلیج فارس و به‌دست آوردن چند جام توسط باشگاه سپاهان در جام‌های فوتبال ایران، به اهمیت بازی‌های رودرروی این دو باشگاه افزوده شد. پس از نبرد قهرمانی پرسپولیس و سپاهان در جام حذفی ۸۵–۱۳۸۴، جام حذفی ۸۶–۱۳۸۵، لیگ برتر ۸۷–۱۳۸۶ و جام حذفی ۹۲–۱۳۹۱ این حساسیت و اهمیت دوچندان شده است، به گونه‌ای که یکی از مهم‌ترین رقابت‌های باشگاهی در ایران به‌شمار می‌رود. دیدارهای دو تیم با توجه به حساسیت تماشاگران دو تیم به یکدیگر و رقابت معمول در هر فصل، در دهه‌های ۸۰ و ۹۰ به یکی از جنجالی‌ترین دیدارهای فوتبال ایران تبدیل شد و بسیاری از دیدارهای دو تیم در این سال‌ها با حواشی فراوان همراه بوده است.
دو تیم پرسپولیس تهران و سپاهان اصفهان تاکنون ۹۰ بار با هم مسابقه داده‌اند که حاصل کار، ۲۸ برد برای پرسپولیس و ۲۵ برد برای سپاهان بوده و ۳۷ دیدار با نتیجه تساوی به پایان رسیده است.
نخستین دیدار دو تیم در تاریخ ۲۲ بهمن ۱۳۵۰ در ورزشگاه باغ همایون اصفهان با قضاوت جعفر نامدار برگزار شد که با برتری دو بر یک پرسپولیس همراه بود. در آن دیدار، حسین کلانی و محمود خوردبین، به ترتیب در دقایق (۴۲، ۶۷) برای سرخپوشان تهرانی گلزنی کردند و علی محمد حاج رسولی در دقیقه (۹) تک گل سپاهان را به ثمر رساند.
در دومین بازی دو تیم در تاریخ ۲۹ اسفند ۱۳۵۰ پرسپولیس در ورزشگاه امجدیه تهران با قضاوت سعید صدری و گل‌های همایون بهزادی در دقایق (۱۱، ۵۵)، اصغر ادیبی (۳)، علی پروین (۵۷)، محمود خوردبین (۶۴)، رضا وطن‌خواه (۸۳) برابر سپاهان با ۶ گل به پیروزی رسید.
اولین دیدار دو تیم در چارچوب جام تخت جمشید در تاریخ ۲۳ فروردین ۱۳۵۳ در اصفهان برگزار شد که پرسپولیس با تک گل علی پروین به پیروزی رسید. در آن دیدار که با قضاوت حسین سلیم آبادی انجام شد.
در این سال‌ها دو تقابل تاریخی بین شاهینی‌های تهرانی و اصفهانی انجام شده است. پرسپولیس و سپاهان از ۲۲ بهمن ۱۳۵۰ که در نخستین پیکار به مصاف هم رفتند تا ۲۱ آبان ۱۳۷۲ برای نزدیک به ۲۲ سال در ۱۶ مسابقه صف آرایی کردند که حاصل آن ۹ پیروزی برای پرسپولیس و ۷ تساوی و صفر برد برای سپاهان بود این بیشترین طول مدت زمان شکست ناپذیری برای پرسپولیس در تاریخچه دیدارهای دو باشگاه بود. نخستین پیروزی سپاهان ۲۲ سال پس از نخستین دیدار دو تیم و در سال ۷۲ به دست آمد که تیم سپاهان با تک گل حمید مطهری به برتری رسید.

## نتایج مسابقات رسمی و دوستانه
| #  | تاریخ      | پرسپولیس-سپاهان   | پرسپولیس                                                            | سپاهان                                                               | شهر    | مسابقات                 | مربی پرسپولیس      | مربی سپاهان       | توضیحات                                                             |
| -- | ---------- | ----------------- | ------------------------------------------------------------------- | -------------------------------------------------------------------- | ------ | ----------------------- | ------------------ | ----------------- | ------------------------------------------------------------------- |
| ۱  | ۱۳۵۰-۱۱-۲۲ | ۲–۱               | کلانی ۴۲' · خوردبین ۶۷'                                             | علی محمد حاج رسولی ۹'                                                | اصفهان | جام منطقه‌ای             | آلن راجرز          | محمود یاوری       | داور: جعفر نامدار                                                   |
| ۲  | ۱۳۵۰-۱۲-۲۹ | ۶–۰               | ادیبی ۳' · بهزادی ۱۱'، ۵۵' · پروین ۵۷' · خوردبین ۶۴' · وطن‌خواه ۸۳'  | -                                                                    | تهران  | جام منطقه‌ای             | آلن راجرز          | محمود یاوری       | داور: سعید صدری                                                     |
| ۳  | ۱۳۵۳-۰۱-۲۳ | ۱–۰               | پروین ۱۳' (پنالتی)                                                  | -                                                                    | اصفهان | تخت جمشید               | آلن راجرز          | محمود یاوری       | داور :حسین سلیم آبادی                                               |
| ۴  | ۱۳۵۳-۰۸-۰۳ | ۳–۰               | ایرانپاک ۶۰' · دستجردی ۸۲'، ۸۵'                                     | -                                                                    | تهران  | تخت جمشید               | آلن راجرز          | محمود یاوری       | داور: فیلدینگ                                                       |
| ۵  | ۱۳۵۴-۰۳-۰۸ | ۱–۰               | حاج رحیمی پور ۲۶'                                                   | -                                                                    | تهران  | تخت جمشید               | همایون بهزادی      | محمود یاوری       | داور :عباس مقدس زاده                                                |
| ۶  | ۱۳۵۴-۰۸-۳۰ | ۰–۰               | -                                                                   | -                                                                    | اصفهان | تخت جمشید               | همایون بهزادی      | محمود یاوری       | داور: عباس مقدس زاده                                                |
| ۷  | ۱۳۵۵-۰۵-۲۹ | ۲–۲               | حاج‌رحیمی پور ۱۸' · پروین ۶۲'                                        | محسن یزدخواستی ۷۷' (پنالتی) · رضا صفاپور ۷۸'                         | تهران  | تخت جمشید               | ایوان کونوف        | محمود یاوری       | داور: محسن زمانی                                                    |
| ۸  | ۱۳۵۵-۰۹-۱۲ | ۱–۱               | جهانگیر فتاحی ۶۸'                                                   | رضا صفاپور ۲۲'                                                       | اصفهان | تخت جمشید               | ایوان کونوف        | محمود یاوری       | داور: عباس مقدس زاده                                                |
| ۹  | ۱۳۵۶-۰۴-۲۴ | ۳–۰               | خوردبین ۱۴' · دهقان '۲۳ · ایرانپاک ۲۵'                              | -                                                                    | تهران  | تخت جمشید               | محراب شاهرخی       | محمد برزمهری      | داور: رحیم عباسقلی زاده                                             |
| ۱۰ | ۱۳۵۶-۱۰-۱۶ | ۰–۰               | -                                                                   | -                                                                    | اصفهان | تخت جمشید               | محراب شاهرخی       | محمود یاوری       | داور: محمدصالحی                                                     |
| ۱۱ | ۱۳۶۱-۰۶-۱۹ | ۰–۰               | -                                                                   | -                                                                    | اصفهان | دوستانه                 | -                  | -                 | -                                                                   |
| ۱۲ | ۱۳۶۸-۰۶-۶  | ۱–۱               | کرمانی‌مقدم ۶۴'                                                      | طلاکش ۲۶'                                                            | اصفهان | لیگ قدس                 | علی پروین          | ابراهیم‌زاده       | داور: عبود سنگا شکن                                                 |
| ۱۳ | ۱۳۶۸-۱۲-۲۵ | ۳–۰               | عابدیان ۳۷' · یوسفی ۵۹' · باوی ۷۷'                                  | -                                                                    | تهران  | لیگ قدس                 | علی پروین          | ابراهیم‌زاده       | داور: حسین تهرانی                                                   |
| ۱۴ | ۱۳۷۰-۰۵-۱۸ | ۳–۰               | محمدخانی ۵'، ۱۵' · محرمی ۲۳' (پنالتی)                               | -                                                                    | تهران  | لیگ آزادگان             | علی پروین          | مسعود تابش        | داور: یوسف قاسم پور                                                 |
| ۱۵ | ۱۳۷۰-۱۲-۹  | ۰–۰               | -                                                                   | -                                                                    | اصفهان | لیگ آزادگان             | علی پروین          | مسعود تابش        | داور: عبود سنگاشکن                                                  |
| ۱۶ | ۱۳۷۲-۰۸-۲۱ | ۳–۰               | شاه‌محمدی ۴۷' · پیوس ۵۵' · منافی ۸۳'                                 | -                                                                    | تهران  | لیگ آزادگان             | محمود خوردبین      | مسعود تابش        | داور: حسین خوشخوان                                                  |
| ۱۷ | ۱۳۷۲-۱۱-۰۵ | ۰–۱               | -                                                                   | مطهری ۸۰' (پنالتی)                                                   | اصفهان | لیگ آزادگان             | محمد پنجعلی        | امیرحسین شاه زیدی | داور: احمد ابهران                                                   |
| ۱۸ | ۱۳۷۴-۰۵-۱۳ | ۱–۱               | شیرمحمدی ۴۲'                                                        | قنبری ۶۵' (پنالتی)                                                   | تهران  | لیگ آزادگان             | هانس یورگن گده     | محمود یاوری       |                                                                     |
| ۱۹ | ۱۳۷۴-۱۰-۱۷ | ۱–۱               | رهبری‌فر ۵۹'                                                         | قنبری ۶۲'                                                            | اصفهان | لیگ آزادگان             | استانکو            | محمود یاوری       |                                                                     |
| ۲۰ | ۱۳۷۵-۰۲-۱۸ | ۱–۱               | پیوس ۲۵' (پنالتی)                                                   | استپانیان ۷۰' (پنالتی)                                               | اصفهان | سومین دوره جام نقش جهان | -                  | -                 | -                                                                   |
| ۲۱ | ۱۳۷۵-۰۸-۰۹ | ۲–۲               | رهبری‌فر · ۴'بزیک ۲۵'                                                | استپانیان ۴۷' · ویسی پنالتی' (۶۷)                                    | تهران  | لیگ آزادگان             | استانکو            | محمود یاوری       |                                                                     |
| ۲۲ | ۱۳۷۵-۱۲-۲۵ | ۰–۱               | -                                                                   | استپانیان ۱۴'                                                        | اصفهان | لیگ آزادگان             | استانکو            | محمود یاوری       |                                                                     |
| ۲۳ | ۱۳۷۷-۰۷-۱۷ | ۰–۱               | -                                                                   | استپانیان ۵۹'                                                        | اصفهان | لیگ آزادگان             | علی پروین          | مهدی مناجاتی      |                                                                     |
| ۲۴ | ۱۳۷۷-۱۲-۰۳ | ۳–۱               | بزیک ۳۹'، ۸۱' · استیلی ۶۶'                                          | دهقانی ۱۸'                                                           | تهران  | لیگ آزادگان             | علی پروین          | مهدی مناجاتی      |                                                                     |
| ۲۵ | ۱۳۷۸-۰۳-۸  | ۲–۲               | حلالی ۷۰' (پنالتی) · امامی‌فر ۸۱'                                    | ویسی ۳۶' · بصیرت ۸۰' (پنالتی)                                        | تهران  | جام حذفی                | علی پروین          | مهدی مناجاتی      | [ ۹ ]                                                               |
| ۲۶ | ۱۳۷۸-۰۴-۶  | ۱–۰               | بزیک ۷'                                                             | -                                                                    | اصفهان | جام حذفی                | علی پروین          | مهدی مناجاتی      | [ ۱۰ ]                                                              |
| ۲۷ | ۱۳۷۸-۰۸-۲۹ | ۰–۰               | -                                                                   | -                                                                    | اصفهان | لیگ آزادگان             | علی پروین          | حمید ندیمیان      |                                                                     |
| ۲۸ | ۱۳۷۹-۰۲-۰۹ | ۱–۰               | سراج ۳۱'                                                            | -                                                                    | تهران  | لیگ آزادگان             | علی پروین          | حمید ندیمیان      |                                                                     |
| ۲۹ | ۱۳۷۹-۱۰-۰۳ | ۰–۰               | -                                                                   | -                                                                    | اصفهان | لیگ آزادگان             | علی پروین          | حمید ندیمیان      |                                                                     |
| ۳۰ | ۱۳۸۰-۰۱-۳۰ | ۰–۲               | -                                                                   | موسوی ۶۷'، ۸۶'                                                       | تبریز  | لیگ آزادگان             | علی پروین          | حمید ندیمیان      |                                                                     |
| ۳۱ | ۱۳۸۰-۰۹-۰۲ | ۰–۰               | -                                                                   | -                                                                    | اصفهان | لیگ برتر                | علی پروین          | حمید ندیمیان      |                                                                     |
| ۳۲ | ۱۳۸۰-۱۲-۲۶ | ۳–۲               | رهبری‌فرد ۲۳' (پنالتی) · اصلانیان ۸۶' · ابوالقاسم‌پور ۳+۹۰'           | استپانیان ۴۶'، حاجی‌پور ۶۴'                                           | تهران  | لیگ برتر                | علی پروین          | استانکو           | [ ۱۱ ]                                                              |
| ۳۳ | ۱۳۸۱-۱۰-۱۲ | ۱–۲               | انصاریان ۶۱'                                                        | بزیک ۲۳' · نویدکیا ۸۶' (پنالتی)                                      | اصفهان | لیگ برتر                | علی پروین          | فرهاد کاظمی       |                                                                     |
| ۳۴ | ۱۳۸۲-۰۲-۲۹ | ۱–۱               | انصاریان ۸۲'                                                        | فرشباف ۶۲'                                                           | تهران  | لیگ برتر                | علی پروین          | فرهاد کاظمی       |                                                                     |
| ۳۵ | ۱۳۸۲-۰۷-۰۸ | ۳–۳               | جباری ۲۳' · سلمانی ۵۲' · ترائوره ۷۳'                                | طالب نسب ۳۷' · بزیک ۴۰'، ۴۸'                                         | تهران  | لیگ برتر                | وینکو بگوویچ       | فرهاد کاظمی       |                                                                     |
| ۳۶ | ۱۳۸۲-۱۰-۲۶ | ۲–۱               | پیروانی ۵۴' · جمشیدی ۸۹'                                            | کریمی سیبکی ۴۶'                                                      | اصفهان | لیگ برتر                | وینکو بگوویچ       | فرهاد کاظمی       |                                                                     |
| ۳۷ | ۱۳۸۳-۰۸-۰۸ | ۰–۰               | -                                                                   | -                                                                    | اصفهان | لیگ برتر                | راینر زوبل         | فرهاد کاظمی       |                                                                     |
| ۳۸ | ۱۳۸۴-۰۲-۲۵ | ۱–۲               | کاظمیان ۱۷'                                                         | خطیبی ۷۶'، ۲+۹۰'                                                     | تهران  | لیگ برتر                | راینر زوبل         | استانکو           |                                                                     |
| ۳۹ | ۱۳۸۴-۱۰-۰۲ | ۲–۳               | کاظمیان ۳۵' · پژمان نوری ۵۶'                                        | خطیبی ۳۰'، ۶۸' · جعفری ۵۲'                                           | تهران  | لیگ برتر                | علی پروین          | ادسون تاوارس      |                                                                     |
| ۴۰ | ۱۳۸۵-۰۲-۰۱ | ۰–۲               | -                                                                   | خطیبی ۶۹' · موجیری ۸۵'                                               | اصفهان | لیگ برتر                | آری هان            | ادسون تاوارس      |                                                                     |
| ۴۱ | ۱۳۸۵-۰۶-۲۲ | ۱–۱               | واحدی نیکبخت ۴۸'                                                    | شفیعی ۷۳'                                                            | تهران  | جام حذفی                | مصطفی دنیزلی       | لوکا بوناچیچ      |                                                                     |
| ۴۲ | ۱۳۸۵-۰۶-۳۱ | ۱–۱ (۲–۴ پنالتی)  | ابراهیم اسدی ۵۵'                                                    | شفیعی ۶۴'                                                            | اصفهان | جام حذفی                | مصطفی دنیزلی       | لوکا بوناچیچ      |                                                                     |
| ۴۳ | ۱۳۸۵-۰۷-۳۰ | ۰–۰               | -                                                                   | -                                                                    | اصفهان | لیگ برتر                | مصطفی دنیزلی       | لوکا بوناچیچ      |                                                                     |
| ۴۴ | ۱۳۸۵-۱۱-۲۰ | ۲–۱               | حاجی‌زاده ۱۸' · معدنچی ۸۹'                                           | نویدکیا ۷۸'                                                          | تهران  | لیگ برتر                | مصطفی دنیزلی       | لوکا بوناچیچ      | [ ۱۲ ]                                                              |
| ۴۵ | ۱۳۸۶-۰۳-۱۱ | ۱–۴(در وقت اضافه) | آشوبی ۶۴' (پنالتی)                                                  | عقیلی ۸۶' (پنالتی) · کریمی سیبکی ۱۰۸'، ۱۱۱'، ۱۱۷'                    | تهران  | جام حذفی                | مصطفی دنیزلی       | لوکا بوناچیچ      |                                                                     |
| ۴۶ | ۱۳۸۶-۱۰-۱۰ | ۱–۲               | آقایی ۸۰'                                                           | نصرتی'۳۷ · عماد رضا ۴۰'                                              | اصفهان | لیگ برتر                | افشین قطبی         | لوکا بوناچیچ      |                                                                     |
| ۴۷ | ۱۳۸۷-۰۲-۲۸ | ۲–۱               | خلیلی ۱۶' · سپهر حیدری ۶+۹۰'                                        | حاج‌صفی ۲۹'                                                           | تهران  | لیگ برتر                | افشین قطبی         | جوروان ویرا       | [ ۱۳ ]                                                              |
| ۴۸ | ۱۳۸۷-۰۸-۰۵ | ۳–۲               | باقری ۱۲' · واحدی نیکبخت ۴۵'، ۶۴'                                   | عماد رضا ۲۸'، ۳۴'                                                    | تهران  | لیگ برتر                | افشین قطبی         | کاظمی             | [ ۱۴ ]                                                              |
| ۴۹ | ۱۳۸۷-۱۲-۱۰ | ۰–۰               | -                                                                   | -                                                                    | اصفهان | لیگ برتر                | افشین پیروانی      | کاظمی             |                                                                     |
| ۵۰ | ۱۳۸۸-۰۲-۲۰ | ۱–۰               | زارع ۱۲'                                                            |                                                                      | تهران  | جام حذفی                | وینگادا            | بیژن طاهری        |                                                                     |
| ۵۱ | ۱۳۸۸-۰۹-۰۷ | ۱–۲               | سپهر حیدری ۶۵'                                                      | توره ۲۷' · عقیلی ۹۰' (پنالتی)                                        | اصفهان | لیگ برتر                | کرانچار            | قلعه‌نویی          |                                                                     |
| ۵۲ | ۱۳۸۹-۰۲-۲۸ | ۱–۱               | نوروزی ۴۷'                                                          | کریمیان ۷۷'                                                          | تهران  | لیگ برتر                | دایی               | قلعه‌نویی          |                                                                     |
| ۵۳ | ۱۳۸۹-۰۹-۰۸ | ۱–۴               | تیاگو ۳۰'                                                           | توره ۴۰' · عقیلی ۶۵' (پنالتی) · خسرو حیدری ۷۲' · عنایتی ۸۵' (پنالتی) | تهران  | لیگ برتر                | دایی               | قلعه‌نویی          |                                                                     |
| ۵۴ | ۱۳۹۰-۰۲-۲۵ | ۰–۰               | -                                                                   | -                                                                    | اصفهان | لیگ برتر                | دایی               | قلعه‌نویی          |                                                                     |
| ۵۵ | ۱۳۹۰-۰۳-۰۸ | ۰–۰ (۴–۲ پنالتی)  | -                                                                   | -                                                                    | تهران  | جام حذفی                | دایی               | قلعه‌نویی          | [ ۱۵ ]                                                              |
| ۵۶ | ۱۳۹۰-۰۸-۲۸ | ۰–۰               | -                                                                   | -                                                                    | تهران  | لیگ برتر                | استیلی             | کرانچار           |                                                                     |
| ۵۷ | ۱۳۹۱-۰۱-۲۴ | ۱–۱               | محمد نوری ۸۶'                                                       | سوکای ۸۱'                                                            | اصفهان | لیگ برتر                | دنیزلی             | کرانچار           |                                                                     |
| ۵۸ | ۱۳۹۱-۰۷-۰۲ | ۰–۲               | -                                                                   | کلاه‌کج ۵۱' · سوکای ۷۲'                                               | اصفهان | لیگ برتر                | ژوزه               | کرانچار           |                                                                     |
| ۵۹ | ۱۳۹۱-۱۱-۲۹ | ۱–۰               | نوروزی ۳+۹۰'                                                        | -                                                                    | تهران  | لیگ برتر                | گل‌محمدی            | کرانچار           | [ ۱۶ ]                                                              |
| ۶۰ | ۱۳۹۲-۰۲-۱۵ | ۲–۲ (۲–۴ پنالتی)  | انصاریفرد ۲۴' · محمد نوری ۹۹'                                       | سوکای ۵۹' · غلامی ۱۰۶'                                               | تهران  | جام حذفی                | گل‌محمدی            | کرانچار           |                                                                     |
| ۶۱ | ۱۳۹۲-۰۶-۳۰ | ۰–۲               | -                                                                   | عقیلی ۷' (پنالتی) · جهان‌عالیان ۴+۹۰'                                 | اصفهان | لیگ برتر                | دایی               | کرانچار           |                                                                     |
| ۶۲ | ۱۳۹۲-۱۱-۱۱ | ۲–۰               | عباس‌زاده ۱۱' · علی‌عسگری ۱۸'                                         | -                                                                    | تهران  | لیگ برتر                | دایی               | کرانچار           | [ ۱۷ ]                                                              |
| ۶۳ | ۱۳۹۳-۰۷-۱۱ | ۰–۱               | -                                                                   | شریفی ۴+۹۰'                                                          | اصفهان | لیگ برتر                | درخشان             | فرکی              |                                                                     |
| ۶۴ | ۱۳۹۴-۰۱-۲۷ | ۱–۲               | نوروزی ۴۴'                                                          | شریفی ۸۵' · شیمبا ۳+۹۰'                                              | تهران  | لیگ برتر                | برانکو             | فرکی              |                                                                     |
| ۶۵ | ۱۳۹۴-۰۵-۲۲ | ۲–۴               | طارمی ۱۳' · عالیشاه ۳۳'                                             | حاج‌صفی ۸' · اومانیا '۳۷ · عقیلی ۵۷' (پنالتی) · خلعتبری ۸۱'           | اصفهان | لیگ برتر                | برانکو             | فرکی              | [ ۱۸ ]                                                              |
| ۶۶ | ۱۳۹۴-۱۱-۱۳ | ۲–۲               | علیپور ۵۰' · کامیابی نیا ۷۵'                                        | موسایف ۱۰' · شیمبا ۶۵'                                               | تهران  | لیگ برتر                | برانکو             | اشتیماتس          | [ ۱۹ ]                                                              |
| ۶۷ | ۱۳۹۵-۰۶-۳۱ | ۳–۱               | عالیشاه ۱۵' · طارمی ۶۱'، ۷۴'                                        | حاج‌صفی ۲۲'                                                           | اصفهان | لیگ برتر                | برانکو             | ویسی              | [ ۲۰ ]                                                              |
| ۶۸ | ۱۳۹۵-۱۱-۲۸ | ۲–۱               | طارمی ۵۶' · رضاییان ۸۷' (پنالتی)                                    | ریکانی ۸۰' (پنالتی)                                                  | تهران  | لیگ برتر                | برانکو             | ویسی              | [ ۲۱ ]                                                              |
| ۶۹ | ۱۳۹۶-۶-۳۰  | ۲–۲               | طارمی ۳۹' (پنالتی) · علیپور ۷۴'                                     | مروان حسین ۶۱' · علی‌محمدی ۸۵'                                        | اصفهان | لیگ برتر                | برانکو             | کرانچار           | [ ۲۲ ]                                                              |
| ۷۰ | ۱۳۹۶-۱۱-۱۳ | ۲–۰               | علیپور ۱۰' · خلیل‌زاده ۶۸'                                           | -                                                                    | تهران  | لیگ برتر                | برانکو             | ابراهیم‌زاده       | [ ۲۳ ]                                                              |
| ۷۱ | ۱۳۹۷-۹-۱۸  | ۱–۱               | علیپور ۸۹' (پنالتی)                                                 | پورقاز ۷۴'                                                           | اصفهان | لیگ برتر                | برانکو             | قلعه‌نویی          | [ ۲۴ ]                                                              |
| ۷۲ | ۱۳۹۸-۲-۶   | ۰–۰               | -                                                                   | -                                                                    | تهران  | لیگ برتر                | برانکو             | قلعه‌نویی          | [ ۲۵ ]                                                              |
| ۷۳ | ۱۳۹۸-۳-۸   | ۱–۰               | نوراللهی ۱+۱۲۰'                                                     | -                                                                    | اصفهان | جام حذفی                | برانکو             | قلعه‌نویی          | [ ۲۶ ]                                                              |
| ۷۴ | ۱۳۹۸-۷-۴   | ۰–۲               | -                                                                   | استنلی ۸۱' · محبی ۸۵'                                                | تهران  | لیگ برتر                | کالدرون            | قلعه‌نویی          |                                                                     |
| ۷۵ | ۱۳۹۸-۱۲-۴  | ۳–۰               | -                                                                   | -                                                                    | اصفهان | لیگ برتر                | گل‌محمدی            | قلعه‌نویی          | به دلیل عدم حضور سپاهان در زمین، بازی ۳–۰ به نفع پرسپولیس اعلام شد. |
| ۷۶ | ۱۳۹۹-۱۰-۱۶ | ۰–۰               | -                                                                   | -                                                                    | تهران  | لیگ برتر                | گل‌محمدی            | نویدکیا           |                                                                     |
| ۷۷ | ۱۴۰۰-۲-۱۹  | ۱–۱               | آل‌کثیر ۵۵'                                                          | محبی ۸۷'                                                             | اصفهان | لیگ برتر                | گل‌محمدی            | نویدکیا           |                                                                     |
| ۷۸ | ۱۴۰۰-۰۷-۱۶ | ۳–۱               | حسینی ، آل‌کثیر ، پاکدل                                              | حسینی                                                                | تهران  | دوستانه                 | -                  | -                 | -                                                                   |
| ۷۹ | ۱۴۰۰-۱۰-۸  | ۱–۰               | کامیابی‌نیا ۳۳'                                                      | -                                                                    | اراک   | لیگ برتر                | گل‌محمدی            | محرم نویدکیا      | به دلیل حکم کمیته انضباطی در اراک برگزار شد                         |
| ۸۰ | ۱۴۰۱-۲-۲۴  | ۱–۲               | نعمتی ۸۲'                                                           | نژادمهدی ۳۶' · شهباززاده ۴۸'                                         | سیرجان | لیگ برتر                | گل محمدی           | محرم نویدکیا      | به دلیل حکم کمیته انضباطی در سیرجان برگزار شد                       |
| ۸۱ | ۱۴۰۱-۷-۱۵  | ۰–۰               | -                                                                   | -                                                                    | اصفهان | لیگ برتر                | گل‌محمدی            | ژوزه مورایس       |                                                                     |
| ۸۲ | ۱۴۰۱-۰۹-۲۲ | ۲–۲               | حامد پاکدل – سیامک نعمتی پنالتی'                                    | شهریار مغانلو                                                        | تهران  | دوستانه                 | -                  | -                 | -                                                                   |
| ۸۳ | ۱۴۰۱-۱۲-۳  | ۴–۲               | گولسیانی ۱۲' (پنالتی)، ۱۰۰' (پنالتی) · آل‌کثیر ۵۷' · سیامک نعمتی ۹۴' | اسماعیلی‌فر '۴۰ · احمدزاده ۷۴'                                        | اصفهان | جام حذفی                | گل‌محمدی            | ژوزه مورایس       | [ ۲۸ ]                                                              |
| ۸۴ | ۱۴۰۱-۱۲-۲۰ | ۰–۱               |                                                                     | کریمی ۴+۹۰'                                                          | تهران  | لیگ برتر                | گل‌محمدی            | ژوزه مورایس       |                                                                     |
| ۸۵ | ۱۴۰۲-۰۸-۲۱ | ۱–۰               |                                                                     | اسدی ۷۰'                                                             | اصفهان | لیگ برتر                | گل‌محمدی            | ژوزه مورایس       | [ ۲۹ ]                                                              |
| ۸۶ | ۱۴۰۳-۰۲-۱۲ | ۰–۰               |                                                                     |                                                                      | تهران  | لیگ برتر                | اوسمار ویرا        | ژوزه مورایس       | [ ۳۰ ]                                                              |
| ۸۷ | ۱۴۰۳-۰۹-۲۶ | ۱–۲               | خدابنده‌لو ۲۵'                                                       | حزباوی ۱۶' · لیموچی ۷۱'                                              | اصفهان | لیگ برتر                | خوان کارلوس گاریدو | پاتریس کارترون    | [ ۳۱ ]                                                              |
| ۸۸ | ۱۴۰۳-۱۰-۲۸ | ۰–۱               |                                                                     | استیون ان‌زونزی                                                       | اراک   | سوپر جام                | کریم باقری         | پاتریس کارترون    | [ ۳۲ ]                                                              |
| ۸۹ | ۱۴۰۳-۱۱-۲۴ | ۲–۳               | علیپور ۴۰'احمدزاده ۷۲'                                              | محبی ۱۴'دانشگر ۸۸'زکی‌پور ۹۳'                                         | اصفهان | جام حذفی                | اسماعیل کارتال     | پاتریس کارترون    | [ ۳۳ ]                                                              |
| ۹۰ | ۱۴۰۴-۰۱-۲۹ | ۰–۲               |                                                                     | محبی ۲'گولسیانی '۱۲                                                  | تهران  | لیگ برتر                | اسماعیل کارتال     | پاتریس کارترون    |                                                                     |

| رنگ | علت          |
| --- | ------------ |
| ۲۸  | برد پرسپولیس |
| ۲۵  | برد سپاهان   |
| ۳۷  | تساوی        |

## نتایج مسابقات رسمی
| #  | تاریخ      | پرسپولیس-سپاهان   | پرسپولیس                                                           | سپاهان                                                               | شهر    | مسابقات     | مربی پرسپولیس      | مربی سپاهان       | توضیحات                                                             |  |
| -- | ---------- | ----------------- | ------------------------------------------------------------------ | -------------------------------------------------------------------- | ------ | ----------- | ------------------ | ----------------- | ------------------------------------------------------------------- |  |
| ۱  | ۱۳۵۰-۱۱-۲۲ | ۲–۱               | کلانی ۴۲' · خوردبین ۶۷'                                            | علی محمد حاج رسولی ۹'                                                | اصفهان | جام منطقه‌ای | آلن راجرز          | محمود یاوری       | داور:جعفر نامدار                                                    |  |
| ۲  | ۱۳۵۰-۱۲-۲۹ | ۶–۰               | ادیبی ۳' · بهزادی ۱۱'، ۵۵' · پروین ۵۷' · خوردبین ۶۴' · وطن‌خواه ۸۳' | -                                                                    | تهران  | جام منطقه‌ای | آلن راجرز          | محمود یاوری       | داور: سعید صدری                                                     |  |
| ۳  | ۱۳۵۳-۰۱-۲۳ | ۱–۰               | پروین ۱۳' (پنالتی)                                                 | -                                                                    | اصفهان | تخت جمشید   | آلن راجرز          | محمود یاوری       | داور :حسین سلیم آبادی                                               |  |
| ۴  | ۱۳۵۳-۰۸-۰۳ | ۳–۰               | ایرانپاک ۶۰' · دستجردی ۸۲'، ۸۵'                                    | -                                                                    | تهران  | تخت جمشید   | آلن راجرز          | محمود یاوری       | داور: فیلدینگ                                                       |  |
| ۵  | ۱۳۵۴-۰۳-۰۸ | ۱–۰               | حاج رحیمی پور ۲۶'                                                  | -                                                                    | تهران  | تخت جمشید   | همایون بهزادی      | محمود یاوری       | داور:عباس مقدس زاده                                                 |  |
| ۶  | ۱۳۵۴-۰۸-۳۰ | ۰–۰               | -                                                                  | -                                                                    | اصفهان | تخت جمشید   | همایون بهزادی      | محمود یاوری       | داور:عباس مقدس زاده                                                 |  |
| ۷  | ۱۳۵۵-۰۵-۲۹ | ۲–۲               | حاج‌رحیمی پور ۱۸' · پروین ۶۲'                                       | محسن یزدخواستی ۷۷' (پنالتی) · رضا صفاپور ۷۸'                         | تهران  | تخت جمشید   | ایوان کونوف        | محمود یاوری       | داور: محسن زمانی                                                    |  |
| ۸  | ۱۳۵۵-۰۹-۱۲ | ۱–۱               | جهانگیر فتاحی ۶۸'                                                  | رضا صفاپور ۲۲'                                                       | اصفهان | تخت جمشید   | ایوان کونوف        | محمود یاوری       | داور:عباس مقدس زاده                                                 |  |
| ۹  | ۱۳۵۶-۰۴-۲۴ | ۳–۰               | خوردبین ۱۴' · دهقان '۲۳ · ایرانپاک ۲۵'                             | -                                                                    | تهران  | تخت جمشید   | محراب شاهرخی       | محمد برزمهری      | داور:رحیم عباسقلی زاده                                              |  |
| ۱۰ | ۱۳۵۶-۱۰-۱۶ | ۰–۰               | -                                                                  | -                                                                    | اصفهان | تخت جمشید   | محراب شاهرخی       | محمود یاوری       | داور:محمدصالحی                                                      |  |
| ۱۱ | ۱۳۶۸-۰۶-۶  | ۱–۱               | کرمانی‌مقدم ۶۴'                                                     | طلاکش ۲۶'                                                            | اصفهان | لیگ قدس     | علی پروین          | ابراهیم‌زاده       | داور:عبود سنگا شکن                                                  |  |
| ۱۲ | ۱۳۶۸-۱۲-۲۵ | ۳–۰               | عابدیان ۳۷' · یوسفی ۵۹' · باوی ۷۷'                                 | -                                                                    | تهران  | لیگ قدس     | علی پروین          | ابراهیم‌زاده       | داور:حسین تهرانی                                                    |  |
| ۱۳ | ۱۳۷۰-۰۵-۱۸ | ۳–۰               | محمدخانی ۵'، ۱۵' · محرمی ۲۳' (پنالتی)                              | -                                                                    | تهران  | لیگ آزادگان | علی پروین          | مسعود تابش        | داور:یوسف قاسم پور                                                  |  |
| ۱۴ | ۱۳۷۰-۱۲-۹  | ۰–۰               | -                                                                  | -                                                                    | اصفهان | لیگ آزادگان | علی پروین          | مسعود تابش        | داور:عبود سنگاشکن                                                   |  |
| ۱۵ | ۱۳۷۲-۰۸-۲۱ | ۳–۰               | شاه‌محمدی ۴۷' · پیوس ۵۵' · منافی ۸۳'                                | -                                                                    | تهران  | لیگ آزادگان | محمود خوردبین      | مسعود تابش        | داور:حسین خوشخوان                                                   |  |
| ۱۶ | ۱۳۷۲-۱۱-۰۵ | ۰–۱               | -                                                                  | مطهری ۸۰' (پنالتی)                                                   | اصفهان | لیگ آزادگان | محمد پنجعلی        | امیرحسین شاه زیدی | داور: احمد ابهران                                                   |  |
| ۱۷ | ۱۳۷۴-۰۵-۱۳ | ۱–۱               | شیرمحمدی ۴۲'                                                       | قنبری ۶۵' (پنالتی)                                                   | تهران  | لیگ آزادگان | هانس یورگن گده     | محمود یاوری       |                                                                     |  |
| ۱۸ | ۱۳۷۴-۱۰-۱۷ | ۱–۱               | رهبری‌فر ۵۹'                                                        | قنبری ۶۲'                                                            | اصفهان | لیگ آزادگان | استانکو            | محمود یاوری       |                                                                     |  |
| ۱۹ | ۱۳۷۵-۰۸-۰۹ | ۲–۲               | رهبری‌فر · ۴'بزیک ۲۵'                                               | استپانیان ۴۷' · ویسی پنالتی' (۶۷)                                    | تهران  | لیگ آزادگان | استانکو            | محمود یاوری       |                                                                     |  |
| ۲۰ | ۱۳۷۵-۱۲-۲۵ | ۰–۱               | -                                                                  | استپانیان ۱۴'                                                        | اصفهان | لیگ آزادگان | استانکو            | محمود یاوری       |                                                                     |  |
| ۲۱ | ۱۳۷۷-۰۷-۱۷ | ۰–۱               | -                                                                  | استپانیان ۵۹'                                                        | اصفهان | لیگ آزادگان | علی پروین          | مهدی مناجاتی      |                                                                     |  |
| ۲۲ | ۱۳۷۷-۱۲-۰۳ | ۳–۱               | بزیک ۳۹'، ۸۱' · استیلی ۶۶'                                         | دهقانی ۱۸'                                                           | تهران  | لیگ آزادگان | علی پروین          | مهدی مناجاتی      |                                                                     |  |
| ۲۳ | ۱۳۷۸-۰۳-۸  | ۲–۲               | حلالی ۷۰' (پنالتی) · امامی‌فر ۸۱'                                   | ویسی ۳۶' · بصیرت ۸۰' (پنالتی)                                        | تهران  | جام حذفی    | علی پروین          | مهدی مناجاتی      | [ ۳۷ ]                                                              |  |
| ۲۴ | ۱۳۷۸-۰۴-۶  | ۱–۰               | بزیک ۷'                                                            | -                                                                    | اصفهان | جام حذفی    | علی پروین          | مهدی مناجاتی      | [ ۳۸ ]                                                              |  |
| ۲۵ | ۱۳۷۸-۰۸-۲۹ | ۰–۰               | -                                                                  | -                                                                    | اصفهان | لیگ آزادگان | علی پروین          | حمید ندیمیان      |                                                                     |  |
| ۲۶ | ۱۳۷۹-۰۲-۰۹ | ۱–۰               | سراج ۳۱'                                                           | -                                                                    | تهران  | لیگ آزادگان | علی پروین          | حمید ندیمیان      |                                                                     |  |
| ۲۷ | ۱۳۷۹-۱۰-۰۳ | ۰–۰               | -                                                                  | -                                                                    | اصفهان | لیگ آزادگان | علی پروین          | حمید ندیمیان      |                                                                     |  |
| ۲۸ | ۱۳۸۰-۰۱-۳۰ | ۰–۲               | -                                                                  | موسوی ۶۷'، ۸۶'                                                       | تبریز  | لیگ آزادگان | علی پروین          | حمید ندیمیان      |                                                                     |  |
| ۲۹ | ۱۳۸۰-۰۹-۰۲ | ۰–۰               | -                                                                  | -                                                                    | اصفهان | لیگ برتر    | علی پروین          | حمید ندیمیان      |                                                                     |  |
| ۳۰ | ۱۳۸۰-۱۲-۲۶ | ۳–۲               | رهبری‌فرد ۲۳' (پنالتی) · اصلانیان ۸۶' · ابوالقاسم‌پور ۳+۹۰'          | استپانیان ۴۶'، حاجی‌پور ۶۴'                                           | تهران  | لیگ برتر    | علی پروین          | استانکو           | [ ۳۹ ]                                                              |  |
| ۳۱ | ۱۳۸۱-۱۰-۱۲ | ۱–۲               | انصاریان ۶۱'                                                       | بزیک ۲۳' · نویدکیا ۸۶' (پنالتی)                                      | اصفهان | لیگ برتر    | علی پروین          | فرهاد کاظمی       |                                                                     |  |
| ۳۲ | ۱۳۸۲-۰۲-۲۹ | ۱–۱               | انصاریان ۸۲'                                                       | فرشباف ۶۲'                                                           | تهران  | لیگ برتر    | علی پروین          | فرهاد کاظمی       |                                                                     |  |
| ۳۳ | ۱۳۸۲-۰۷-۰۸ | ۳–۳               | جباری ۲۳' · سلمانی ۵۲' · ترائوره ۷۳'                               | طالب نسب ۳۷' · بزیک ۴۰'، ۴۸'                                         | تهران  | لیگ برتر    | وینکو بگوویچ       | فرهاد کاظمی       |                                                                     |  |
| ۳۴ | ۱۳۸۲-۱۰-۲۶ | ۲–۱               | پیروانی ۵۴' · جمشیدی ۸۹'                                           | کریمی سیبکی ۴۶'                                                      | اصفهان | لیگ برتر    | وینکو بگوویچ       | فرهاد کاظمی       |                                                                     |  |
| ۳۵ | ۱۳۸۳-۰۸-۰۸ | ۰–۰               | -                                                                  | -                                                                    | اصفهان | لیگ برتر    | راینر زوبل         | فرهاد کاظمی       |                                                                     |  |
| ۳۶ | ۱۳۸۴-۰۲-۲۵ | ۱–۲               | کاظمیان ۱۷'                                                        | خطیبی ۷۶'، ۲+۹۰'                                                     | تهران  | لیگ برتر    | راینر زوبل         | استانکو           |                                                                     |  |
| ۳۷ | ۱۳۸۴-۱۰-۰۲ | ۲–۳               | کاظمیان ۳۵' · پژمان نوری ۵۶'                                       | خطیبی ۳۰'، ۶۸' · جعفری ۵۲'                                           | تهران  | لیگ برتر    | علی پروین          | ادسون تاوارس      |                                                                     |  |
| ۳۸ | ۱۳۸۵-۰۲-۰۱ | ۰–۲               | -                                                                  | خطیبی ۶۹' · موجیری ۸۵'                                               | اصفهان | لیگ برتر    | آری هان            | ادسون تاوارس      |                                                                     |  |
| ۳۹ | ۱۳۸۵-۰۶-۲۲ | ۱–۱               | واحدی نیکبخت ۴۸'                                                   | شفیعی ۷۳'                                                            | تهران  | جام حذفی    | مصطفی دنیزلی       | لوکا بوناچیچ      |                                                                     |  |
| ۴۰ | ۱۳۸۵-۰۶-۳۱ | ۱–۱ (۲–۴ پنالتی)  | ابراهیم اسدی ۵۵'                                                   | شفیعی ۶۴'                                                            | اصفهان | جام حذفی    | مصطفی دنیزلی       | لوکا بوناچیچ      |                                                                     |  |
| ۴۱ | ۱۳۸۵-۰۷-۳۰ | ۰–۰               | -                                                                  | -                                                                    | اصفهان | لیگ برتر    | مصطفی دنیزلی       | لوکا بوناچیچ      |                                                                     |  |
| ۴۲ | ۱۳۸۵-۱۱-۲۰ | ۲–۱               | حاجی‌زاده ۱۸' · معدنچی ۸۹'                                          | نویدکیا ۷۸'                                                          | تهران  | لیگ برتر    | مصطفی دنیزلی       | لوکا بوناچیچ      | [ ۴۰ ]                                                              |  |
| ۴۳ | ۱۳۸۶-۰۳-۱۱ | ۱–۴(در وقت اضافه) | آشوبی ۶۴' (پنالتی)                                                 | عقیلی ۸۶' (پنالتی) · کریمی سیبکی ۱۰۸'، ۱۱۱'، ۱۱۷'                    | تهران  | جام حذفی    | مصطفی دنیزلی       | لوکا بوناچیچ      |                                                                     |  |
| ۴۴ | ۱۳۸۶-۱۰-۱۰ | ۱–۲               | آقایی ۸۰'                                                          | نصرتی '۳۷ · عماد رضا ۴۰'                                             | اصفهان | لیگ برتر    | افشین قطبی         | لوکا بوناچیچ      |                                                                     |  |
| ۴۵ | ۱۳۸۷-۰۲-۲۸ | ۲–۱               | خلیلی ۱۶' · سپهر حیدری ۶+۹۰'                                       | حاج‌صفی ۲۹'                                                           | تهران  | لیگ برتر    | افشین قطبی         | جوروان ویرا       | [ ۴۱ ]                                                              |  |
| ۴۶ | ۱۳۸۷-۰۸-۰۵ | ۳–۲               | باقری ۱۲' · واحدی نیکبخت ۴۵'، ۶۴'                                  | عماد رضا ۲۸'، ۳۴'                                                    | تهران  | لیگ برتر    | افشین قطبی         | کاظمی             | [ ۴۲ ]                                                              |  |
| ۴۷ | ۱۳۸۷-۱۲-۱۰ | ۰–۰               | -                                                                  | -                                                                    | اصفهان | لیگ برتر    | افشین پیروانی      | کاظمی             |                                                                     |  |
| ۴۸ | ۱۳۸۸-۰۲-۲۰ | ۱–۰               | زارع ۱۲'                                                           |                                                                      | تهران  | جام حذفی    | وینگادا            | بیژن طاهری        |                                                                     |  |
| ۴۹ | ۱۳۸۸-۰۹-۰۷ | ۱–۲               | سپهر حیدری ۶۵'                                                     | توره ۲۷' · عقیلی ۹۰' (پنالتی)                                        | اصفهان | لیگ برتر    | کرانچار            | قلعه‌نویی          |                                                                     |  |
| ۵۰ | ۱۳۸۹-۰۲-۲۸ | ۱–۱               | نوروزی ۴۷'                                                         | کریمیان ۷۷'                                                          | تهران  | لیگ برتر    | دایی               | قلعه‌نویی          |                                                                     |  |
| ۵۱ | ۱۳۸۹-۰۹-۰۸ | ۱–۴               | تیاگو ۳۰'                                                          | توره ۴۰' · عقیلی ۶۵' (پنالتی) · خسرو حیدری ۷۲' · عنایتی ۸۵' (پنالتی) | تهران  | لیگ برتر    | دایی               | قلعه‌نویی          |                                                                     |  |
| ۵۲ | ۱۳۹۰-۰۲-۲۵ | ۰–۰               | -                                                                  | -                                                                    | اصفهان | لیگ برتر    | دایی               | قلعه‌نویی          |                                                                     |  |
| ۵۳ | ۱۳۹۰-۰۳-۰۸ | ۰–۰ (۴–۲ پنالتی)  | -                                                                  | -                                                                    | تهران  | جام حذفی    | دایی               | قلعه‌نویی          | [ ۴۳ ]                                                              |  |
| ۵۴ | ۱۳۹۰-۰۸-۲۸ | ۰–۰               | -                                                                  | -                                                                    | تهران  | لیگ برتر    | استیلی             | کرانچار           |                                                                     |  |
| ۵۵ | ۱۳۹۱-۰۱-۲۴ | ۱–۱               | محمد نوری ۸۶'                                                      | سوکای ۸۱'                                                            | اصفهان | لیگ برتر    | دنیزلی             | کرانچار           |                                                                     |  |
| ۵۶ | ۱۳۹۱-۰۷-۰۲ | ۰–۲               | -                                                                  | کلاه‌کج ۵۱' · سوکای ۷۲'                                               | اصفهان | لیگ برتر    | ژوزه               | کرانچار           |                                                                     |  |
| ۵۷ | ۱۳۹۱-۱۱-۲۹ | ۱–۰               | نوروزی ۳+۹۰'                                                       | -                                                                    | تهران  | لیگ برتر    | گل‌محمدی            | کرانچار           | [ ۴۴ ]                                                              |  |
| ۵۸ | ۱۳۹۲-۰۲-۱۵ | ۲–۲ (۲–۴ پنالتی)  | انصاریفرد ۲۴' · محمد نوری ۹۹'                                      | سوکای ۵۹' · غلامی ۱۰۶'                                               | تهران  | جام حذفی    | گل‌محمدی            | کرانچار           |                                                                     |  |
| ۵۹ | ۱۳۹۲-۰۶-۳۰ | ۰–۲               | -                                                                  | عقیلی ۷' (پنالتی) · جهان‌عالیان ۴+۹۰'                                 | اصفهان | لیگ برتر    | دایی               | کرانچار           |                                                                     |  |
| ۶۰ | ۱۳۹۲-۱۱-۱۱ | ۲–۰               | عباس‌زاده ۱۱' · علی‌عسگری ۱۸'                                        | -                                                                    | تهران  | لیگ برتر    | دایی               | کرانچار           | [ ۴۵ ]                                                              |  |
| ۶۱ | ۱۳۹۳-۰۷-۱۱ | ۰–۱               | -                                                                  | شریفی ۴+۹۰'                                                          | اصفهان | لیگ برتر    | درخشان             | فرکی              |                                                                     |  |
| ۶۲ | ۱۳۹۴-۰۱-۲۷ | ۱–۲               | نوروزی ۴۴'                                                         | شریفی ۸۵' · شیمبا ۳+۹۰'                                              | تهران  | لیگ برتر    | برانکو             | فرکی              |                                                                     |  |
| ۶۳ | ۱۳۹۴-۰۵-۲۲ | ۲–۴               | طارمی ۱۳' · عالیشاه ۳۳'                                            | حاج‌صفی ۸' · اومانیا '۳۷ · عقیلی ۵۷' (پنالتی) · خلعتبری ۸۱'           | اصفهان | لیگ برتر    | برانکو             | فرکی              | [ ۴۶ ]                                                              |  |
| ۶۴ | ۱۳۹۴-۱۱-۱۳ | ۲–۲               | علیپور ۵۰' · کامیابی نیا ۷۵'                                       | موسایف ۱۰' · شیمبا ۶۵'                                               | تهران  | لیگ برتر    | برانکو             | اشتیماتس          | [ ۴۷ ]                                                              |  |
| ۶۵ | ۱۳۹۵-۰۶-۳۱ | ۳–۱               | عالیشاه ۱۵' · طارمی ۶۱'، ۷۴'                                       | حاج‌صفی ۲۲'                                                           | اصفهان | لیگ برتر    | برانکو             | ویسی              | [ ۴۸ ]                                                              |  |
| ۶۶ | ۱۳۹۵-۱۱-۲۸ | ۲–۱               | طارمی ۵۶' · رضاییان ۸۷' (پنالتی)                                   | ریکانی ۸۰' (پنالتی)                                                  | تهران  | لیگ برتر    | برانکو             | ویسی              | [ ۴۹ ]                                                              |  |
| ۶۷ | ۱۳۹۶-۶-۳۰  | ۲–۲               | طارمی ۳۹' (پنالتی) · علیپور ۷۴'                                    | مروان حسین ۶۱' · علی‌محمدی ۸۵'                                        | اصفهان | لیگ برتر    | برانکو             | کرانچار           | [ ۵۰ ]                                                              |  |
| ۶۸ | ۱۳۹۶-۱۱-۱۳ | ۲–۰               | علیپور ۱۰' · خلیل‌زاده ۶۸'                                          | -                                                                    | تهران  | لیگ برتر    | برانکو             | ابراهیم‌زاده       | [ ۵۱ ]                                                              |  |
| ۶۹ | ۱۳۹۷-۹-۱۸  | ۱–۱               | علیپور ۸۹' (پنالتی)                                                | پورقاز ۷۴'                                                           | اصفهان | لیگ برتر    | برانکو             | قلعه‌نویی          | [ ۵۲ ]                                                              |  |
| ۷۰ | ۱۳۹۸-۲-۶   | ۰–۰               | -                                                                  | -                                                                    | تهران  | لیگ برتر    | برانکو             | قلعه‌نویی          | [ ۵۳ ]                                                              |  |
| ۷۱ | ۱۳۹۸-۳-۸   | ۱–۰               | نوراللهی ۱+۱۲۰'                                                    | -                                                                    | اصفهان | جام حذفی    | برانکو             | قلعه‌نویی          | [ ۵۴ ]                                                              |  |
| ۷۲ | ۱۳۹۸-۷-۴   | ۰–۲               | -                                                                  | استنلی ۸۱' · محبی ۸۵'                                                | تهران  | لیگ برتر    | کالدرون            | قلعه‌نویی          |                                                                     |  |
| ۷۳ | ۱۳۹۸-۱۲-۴  | ۳–۰               | -                                                                  | -                                                                    | اصفهان | لیگ برتر    | گل‌محمدی            | قلعه‌نویی          | به دلیل عدم حضور سپاهان در زمین، بازی ۳–۰ به نفع پرسپولیس اعلام شد. |  |
| ۷۴ | ۱۳۹۹-۱۰-۱۶ | ۰–۰               | -                                                                  | -                                                                    | تهران  | لیگ برتر    | گل‌محمدی            | نویدکیا           |                                                                     |  |
| ۷۵ | ۱۴۰۰-۲-۱۹  | ۱–۱               | آل‌کثیر ۵۵'                                                         | محبی ۸۷'                                                             | اصفهان | لیگ برتر    | گل‌محمدی            | نویدکیا           |                                                                     |  |
| ۷۶ | ۱۴۰۰-۱۰-۸  | ۱–۰               | کامیابی‌نیا ۳۳'                                                     | -                                                                    | اراک   | لیگ برتر    | گل‌محمدی            | محرم نویدکیا      | به دلیل حکم کمیته انضباطی در اراک برگزار شد                         |  |
| ۷۷ | ۱۴۰۱-۲-۲۴  | ۱–۲               | علی نعمتی ۸۲'                                                      | نژادمهدی ۳۶' · شهباززاده ۴۸'                                         | سیرجان | لیگ برتر    | گل محمدی           | محرم نویدکیا      | به دلیل حکم کمیته انضباطی در سیرجان برگزار شد                       |  |
| ۷۸ | ۱۴۰۱-۷-۱۵  | ۰–۰               | -                                                                  | -                                                                    | اصفهان | لیگ برتر    | گل‌محمدی            | ژوزه مورایس       |                                                                     |  |
| ۷۹ | ۱۴۰۱-۱۲-۳  | ۴–۲               | گولسیانی ۱۲' (پنالتی)، ۱۰۰' (پنالتی) · آل‌کثیر ۵۷' · نعمتی ۹۴'      | اسماعیلی‌فر '۴۰ · احمدزاده ۷۴'                                        | اصفهان | جام حذفی    | گل‌محمدی            | ژوزه مورایس       | [ ۵۶ ]                                                              |  |
| ۸۰ | ۱۴۰۱-۱۲-۲۰ | ۰–۱               |                                                                    | محمد کریمی ۴+۹۰'                                                     | تهران  | لیگ برتر    | گل‌محمدی            | ژوزه مورایس       |                                                                     |  |
| ۸۱ | ۱۴۰۲-۰۸-۲۱ | ۱–۰               |                                                                    | اسدی ۷۰'                                                             | اصفهان | لیگ برتر    | گل‌محمدی            | ژوزه مورایس       | [ ۵۷ ]                                                              |  |
| ۸۲ | ۱۴۰۳-۰۲-۱۲ | ۰–۰               |                                                                    |                                                                      | تهران  | لیگ برتر    | اوسمار ویرا        | ژوزه مورایس       | [ ۵۸ ]                                                              |  |
| ۸۳ | ۱۴۰۳-۰۹-۲۶ | ۱–۲               | خدابنده‌لو ۲۵'                                                      | حزباوی ۱۶' · لیموچی ۷۱'                                              | اصفهان | لیگ برتر    | خوان کارلوس گاریدو | پاتریس کارترون    | [ ۵۹ ]                                                              |  |
| ۸۴ | ۱۴۰۳-۱۰-۲۸ | ۰–۱               |                                                                    | استیون ان‌زونزی                                                       | اراک   | سوپر جام    | کریم باقری         | پاتریس کارترون    | [ ۶۰ ]                                                              |  |
| ۸۵ | ۱۴۰۳-۱۱-۲۴ | ۲–۳               | علیپور ۴۰'احمدزاده ۷۲'                                             | محبی ۱۴'دانشگر ۸۸'زکی‌پور ۹۳'                                         | اصفهان | جام حذفی    | اسماعیل کارتال     | پاتریس کارترون    | [ ۶۱ ]                                                              |  |
| ۸۶ | ۱۴۰۴-۰۱-۲۹ | ۰–۲               |                                                                    | محبی ۲'گولسیانی '۱۲                                                  | تهران  | لیگ برتر    | اسماعیل کارتال     | پاتریس کارترون    |                                                                     |  |

| رنگ | علت          |
| --- | ------------ |
| ۲۷  | برد پرسپولیس |
| ۲۵  | برد سپاهان   |
| ۳۴  | تساوی        |

## نتایج مسابقات دوستانه
| بازی | تاریخ      | پرسپولیس و سپاهان | گل‌های پرسپولیس         | گل‌های سپاهان           | محل برگزاری | نوع رقابت               | توضیحات |
| ---- | ---------- | ----------------- | ---------------------- | ---------------------- | ----------- | ----------------------- | ------- |
| ۱    | ۱۳۶۱-۰۶-۱۹ | ۰–۰               | -                      | -                      | اصفهان      | دوستانه                 |         |
| ۲    | ۱۳۷۵-۰۲-۱۸ | ۱–۱               | پیوس ۲۵' (پنالتی)      | استپانیان ۷۰' (پنالتی) | اصفهان      | سومین دوره جام نقش جهان |         |
| ۳    | ۱۴۰۰-۰۷-۱۶ | ۳–۱               | حسینی ، آل‌کثیر ، پاکدل | حسینی                  | تهران       | دوستانه                 |         |
| ۴    | ۱۴۰۱-۰۹-۲۲ | ۲–۲               | پاکدل – نعمتی پنالتی'  | مغانلو                 | تهران       | دوستانه                 |         |

| رنگ | علت          |
| --- | ------------ |
| ۱   | برد پرسپولیس |
| ۰   | برد سپاهان   |
| ۳   | تساوی        |

## آمار و جدول
- توضیح: تساوی در جام حذفی مربوط به بازی‌های رفت و برگشت می‌باشد.

| تورنمنت               | تعداد بازی | برد پرسپولیس | تساوی | برد سپاهان |
| --------------------- | ---------- | ------------ | ----- | ---------- |
| جام منطقه‌ای           | ۲          | ۲            | ۰     | .          |
| لیگ تخت جمشید         | ۸          | ۴            | ۴     | .          |
| لیگ قدس و لیگ آزادگان | ۱۶         | ۵            | ۷     | ۴          |
| لیگ برتر              | ۴۸         | ۱۲           | ۱۸    | ۱۸         |
| جام حذفی              | ۱۱         | ۴            | ۵     | ۲          |
| سوپر جام              | ۱          | ۰            | ۰     | ۱          |
| دوستانه               | ۴          | ۱            | ۳     | ۰          |
| مجموع                 | ۹۰         | ۲۸           | ۳۷    | ۲۵         |

| جایگاه | نام      | بازی | برد | تساوی | باخت | زده | خورده | تفاضل | امتیاز |
| ------ | -------- | ---- | --- | ----- | ---- | --- | ----- | ----- | ------ |
| ۱      | پرسپولیس | ۹۰   | ۲۸  | ۳۷    | ۲۵   | ۱۰۹ | ۹۴    | ۱۵+   | ۱۲۱    |
| ۲      | سپاهان   | ۹۰   | ۲۵  | ۳۷    | ۲۸   | ۹۴  | ۱۰۹   | ۱۵–   | ۱۱۲    |

### به تفکیک میزبانی

#### پرسپولیس
| مجموع | مجموع  | مجموع | مجموع | مجموع | مجموع | مجموع | مجموع | خانه | خانه | خانه | خانه | خانه | خانه | مهمان | مهمان | مهمان | مهمان | مهمان | مهمان |
| بازی  | امتیاز | پ     | ت     | ش     | گ‌ز    | گ‌خ    | ت‌گ    | پ    | ت    | ش    | گ‌ز   | گ‌خ   | ت‌گ   | پ     | ت     | ش     | گ‌ز    | گ‌خ    | ت‌گ    |
| ----- | ------ | ----- | ----- | ----- | ----- | ----- | ----- | ---- | ---- | ---- | ---- | ---- | ---- | ----- | ----- | ----- | ----- | ----- | ----- |
| ۹۰    | ۱۲۱    | ۲۸    | ۳۷    | ۲۵    | ۱۰۹   | ۹۴    | ۱۵+   | ۱۹   | ۱۶   | ۱۰   | ۷۳   | ۵۲   | ۲۱+  | ۹     | ۲۱    | ۱۵    | ۳۶    | ۴۲    | −۶    |

#### سپاهان
| مجموع | مجموع  | مجموع | مجموع | مجموع | مجموع | مجموع | مجموع | خانه | خانه | خانه | خانه | خانه | خانه | مهمان | مهمان | مهمان | مهمان | مهمان | مهمان |
| بازی  | امتیاز | پ     | ت     | ش     | گ‌ز    | گ‌خ    | ت‌گ    | پ    | ت    | ش    | گ‌ز   | گ‌خ   | ت‌گ   | پ     | ت     | ش     | گ‌ز    | گ‌خ    | ت‌گ    |
| ----- | ------ | ----- | ----- | ----- | ----- | ----- | ----- | ---- | ---- | ---- | ---- | ---- | ---- | ----- | ----- | ----- | ----- | ----- | ----- |
| ۹۰    | ۱۱۲    | ۲۵    | ۳۷    | ۲۸    | ۹۴    | ۱۰۹   | −۱۵   | ۱۵   | ۲۱   | ۹    | ۴۲   | ۳۶   | ۶+   | ۱۰    | ۱۶    | ۱۹    | ۵۲    | ۷۳    | −۲۱   |

آخرین به روز رسانی: ۲۹ فروردین ۱۴۰۴
بسیار مهم: از این بخش به پایین تمام آمارها بر اساس مسابقات رسمی خواهد بود.

### پرگل‌ترین بازی‌ها
| تعداد گل‌ها | تاریخ بازی | تیم برنده | توضیحات                    |
| ---------- | ---------- | --------- | -------------------------- |
| ۶ گل       | هماوردی ۲  | پرسپولیس  | ۶ گل پرسپولیس              |
| ۶ گل       | هماوردی ۳۳ | -         | ۳ گل پرسپولیس، ۳ گل سپاهان |
| ۶ گل       | هماوردی ۶۳ | سپاهان    | ۲ گل پرسپولیس، ۴ گل سپاهان |
| ۶ گل       | هماوردی ۷۹ | پرسپولیس  | ۴ گل پرسپولیس، ۲ گل سپاهان |
| ۵ گل       | هماوردی ۳۰ | پرسپولیس  | ۳ گل پرسپولیس، ۲ گل سپاهان |
| ۵ گل       | هماوردی ۳۷ | سپاهان    | ۲ گل پرسپولیس، ۳ گل سپاهان |
| ۵ گل       | هماوردی ۴۳ | سپاهان    | ۱ گل پرسپولیس، ۴ گل سپاهان |
| ۵ گل       | هماوردی ۴۶ | پرسپولیس  | ۳ گل پرسپولیس، ۲ گل سپاهان |
| ۵ گل       | هماوردی ۵۱ | سپاهان    | ۱ گل پرسپولیس، ۴ گل سپاهان |
| ۵ گل       | هماوردی ۸۵ | سپاهان    | ۲ گل پرسپولیس، ۳ گل سپاهان |

### بیشترین برد متوالی
| باشگاه   | تعداد برد | توضیحات                     |
| -------- | --------- | --------------------------- |
| پرسپولیس | ۵ بازی    | (هماوردی‌های ۱، ۲، ۳، ۴، ۵)  |
| سپاهان   | ۴ بازی    | (هماوردی‌های ۸۳، ۸۴، ۸۵، ۸۶) |
| سپاهان   | ۳ بازی    | (هماوردی‌های ۳۶، ۳۷، ۳۸)     |
| سپاهان   | ۳ بازی    | (هماوردی‌های ۶۱، ۶۲، ۶۳)     |

### بیشترین‌ها در یک سال

#### بیشترین بازی در یک سال
| تعداد  | سال  | توضیحات                         |
| ------ | ---- | ------------------------------- |
| ۵ بازی | ۱۳۸۵ | (هماوردی‌های ۳۸، ۳۹، ۴۰، ۴۱، ۴۲) |

#### بیشترین برد یک تیم در یک فصل
| باشگاه   | تعداد برد | فصل     | توضیحات                     |
| -------- | --------- | ------- | --------------------------- |
| سپاهان   | ۴ بازی    | ۰۴–۱۴۰۳ | (هماوردی‌های ۸۳، ۸۴، ۸۵، ۸۶) |
| پرسپولیس | ۲ بازی    | ۱۳۵۰    | (هماوردی‌های ۱، ۲)           |
| پرسپولیس | ۲ بازی    | ۱۳۵۳    | (هماوردی‌های ۳، ۴)           |
| سپاهان   | ۲ بازی    | ۱۳۸۴–۸۵ | (هماوردی‌های ۳۷، ۳۸)         |
| سپاهان   | ۲ بازی    | ۹۴–۱۳۹۳ | (هماوردی‌های ۶۱، ۶۲)         |
| پرسپولیس | ۲ بازی    | ۹۶–۱۳۹۵ | (هماوردی‌های ۶۵، ۶۶)         |

#### بیشترین گل زده یک تیم در یک سال
| باشگاه | تعداد گل | سال  | شماره هماوردی‌ها             | توضیحات              |
| ------ | -------- | ---- | --------------------------- | -------------------- |
| سپاهان | ۸ گل     | ۱۳۹۴ | (هماوردی‌های ۶۲، ۶۳، ۶۴)     | دو برد برای سپاهان   |
| سپاهان | ۸ گل     | ۱۴۰۴ | (هماوردی‌های ۸۳، ۸۴، ۸۵، ۸۶) | چهار برد برای سپاهان |

## نخستین‌ها

### نخستین بازی
| تاریخ        | توضیحات                                          |
| ------------ | ------------------------------------------------ |
| ۲۲ بهمن ۱۳۵۰ | این بازی با برد دو بر یک پرسپولیس به پایان رسید. |

### نخستین گلزن پرسپولیس
| نام بازیکن | باشگاه   | توضیحات                                                                    |
| ---------- | -------- | -------------------------------------------------------------------------- |
| حسین کلانی | پرسپولیس | وی در هماوردی اول توانست اولین گل این سری از بازی‌ها را به نام خود ثبت کند. |

### نخستین کاپیتان‌ها
| نام بازیکنان | تیم      |
| ------------ | -------- |
| محمد برزمهری | سپاهان   |
| جعفر کاشانی  | پرسپولیس |

### نخستین داور
| نام داور    | تاریخ      |
| ----------- | ---------- |
| جعفر نامدار | ۱۳۵۰-۱۱-۲۲ |

### نخستین گل‌به‌خودی
| نام بازیکن | باشگاه | توضیحات                                                                 |
| ---------- | ------ | ----------------------------------------------------------------------- |
| رضا دهقان  | سپاهان | وی در هماوردی نهم نخستین گل‌به‌خودی سپاهان در این بازی‌ها را به ثبت رساند. |

## بیشتر از یک گل در یک بازی

### هت‌تریک‌ها
| # | بازیکن            | بازیکن تیم | زمان گل‌ها        | مسابقه     |
| - | ----------------- | ---------- | ---------------- | ---------- |
| ۱ | محمود کریمی سیبکی | سپاهان     | ۱۰۸', ۱۱۱', ۱۱۷' | هماوردی ۴۳ |

### دبل‌ها
| #  | بازیکن              | بازیکن تیم | زمان گل‌ها | مسابقه     |
| -- | ------------------- | ---------- | --------- | ---------- |
| ۱  | همایون بهزادی       | پرسپولیس   | ۱۱', ۵۵'  | هماوردی ۲  |
| ۲  | محمد دستجردی        | پرسپولیس   | ۸۲', ۸۵'  | هماوردی ۴  |
| ۳  | ناصر محمدخانی       | پرسپولیس   | ۵', ۱۵'   | هماوردی ۱۳ |
| ۴  | ادموند بزیک         | پرسپولیس   | ۴۱', ۸۵'  | هماوردی ۲۲ |
| ۵  | سید امین موسوی      | سپاهان     | ۶۷', ۸۶'  | هماوردی ۲۸ |
| ۶  | ادموند بزیک         | سپاهان     | ۴۰', ۴۸'  | هماوردی ۳۳ |
| ۷  | رسول خطیبی          | سپاهان     | ۷۶', ۹۲'  | هماوردی ۳۶ |
| ۸  | رسول خطیبی          | سپاهان     | ۳۰', ۶۸'  | هماوردی ۳۷ |
| ۹  | علیرضا واحدی نیکبخت | پرسپولیس   | ۴۵', ۶۴'  | هماوردی ۴۶ |
| ۱۰ | عماد رضا            | سپاهان     | ۲۸', ۳۴'  | هماوردی ۴۶ |
| ۱۱ | مهدی طارمی          | پرسپولیس   | ۶۱', ۷۴'  | هماوردی ۶۵ |
| ۱۲ | گیورگی گولسیانی     | پرسپولیس   | ۱۲', ۱۰۰' | هماوردی ۷۹ |

## برترین گلزنان
| گل‌ها | بازیکن               | باشگاه           |
| ---- | -------------------- | ---------------- |
| ۷    | ادموند بزیک          | پرسپولیس/سپاهان۱ |
| ۵    | رسول خطیبی           | سپاهان           |
| ۵    | هادی عقیلی           | سپاهان           |
| ۵    | مهدی طارمی           | پرسپولیس         |
| ۵    | علی علیپور           | پرسپولیس         |
| ۴    | علی پروین            | پرسپولیس         |
| ۴    | لئون استپانیان       | سپاهان           |
| ۴    | محمود کریمی          | سپاهان           |
| ۳    | محمود خوردبین        | پرسپولیس         |
| ۳    | بهروز رهبری‌فر        | پرسپولیس         |
| ۳    | عماد رضا             | سپاهان           |
| ۳    | علیرضا واحدی نیکبخت  | پرسپولیس         |
| ۳    | جواهیر سوکای         | سپاهان           |
| ۳    | هادی نوروزی          | پرسپولیس         |
| ۳    | احسان حاج‌صفی         | سپاهان           |
| ۳    | محمد محبی            | سپاهان           |
| ۲    | همایون بهزادی        | پرسپولیس         |
| ۲    | صفر ایرانپاک         | پرسپولیس         |
| ۲    | اسماعیل حاج رحیمی‌پور | پرسپولیس         |
| ۲    | محمد دستجردی         | پرسپولیس         |
| ۲    | ناصر محمدخانی        | پرسپولیس         |
| ۲    | کریم قنبری           | سپاهان           |
| ۲    | سید امین موسوی       | سپاهان           |
| ۲    | علی انصاریان         | پرسپولیس         |
| ۲    | محرم نویدکیا         | سپاهان           |
| ۲    | جواد کاظمیان         | پرسپولیس         |
| ۲    | محمد نوری            | پرسپولیس         |
| ۲    | ابراهیم توره         | سپاهان           |
| ۲    | حمید شفیعی           | سپاهان           |
| ۲    | سپهر حیدری           | پرسپولیس         |
| ۲    | مهدی شریفی           | سپاهان           |
| ۲    | شیمبا                | سپاهان           |
| ۲    | امید عالیشاه         | پرسپولیس         |
| ۲    | کمال کامیابی‌نیا      | پرسپولیس         |
| ۲    | گیورگی گولسیانی      | پرسپولیس         |
| ۲    | عیسی آل‌کثیر          | پرسپولیس         |
| ۲    | محمدمهدی محبی        | سپاهان           |

۱ ادموند بزیک ۴ گل به عنوان بازیکن پرسپولیس و ۳ گل به عنوان بازیکن سپاهان به ثمر رسانده است.

## موفق‌ترین سرمربیان
| رتبه | سرمربی            | باشگاه   | بازی‌ها | برد | مساوی | باخت | درصد برد |
| ---- | ----------------- | -------- | ------ | --- | ----- | ---- | -------- |
| ۱    | علی پروین         | پرسپولیس | ۱۷     | ۶   | ۷     | ۴    | ۳۵٪      |
| ۲    | آلن راجرز         | پرسپولیس | ۴      | ۴   | ۰     | ۰    | ۱۰۰٪     |
| ۲    | پاتریس کارترون    | سپاهان   | ۴      | ۴   | ۰     | ۰    | ۱۰۰٪     |
| ۳    | برانکو ایوانکوویچ | پرسپولیس | ۱۰     | ۴   | ۴     | ۲    | ۴۰٪      |
| ۴    | حسین فرکی         | سپاهان   | ۳      | ۳   | ۰     | ۰    | ۱۰۰٪     |
| ۵    | یحیی گل‌محمدی      | پرسپولیس | ۸      | ۳   | ۳     | ۲    | ۳۸٪      |
| ۶    | امیر قلعه‌نویی     | سپاهان   | ۹      | ۳   | ۴     | ۲    | ۳۳٪      |
| ۷    | ادسون تاوارز      | سپاهان   | ۲      | ۲   | ۰     | ۰    | ۱۰۰٪     |
| ۸    | افشین قطبی        | پرسپولیس | ۳      | ۲   | ۰     | ۱    | ۶۶٪      |
| ۹    | ژوزه مورایس       | سپاهان   | ۵      | ۲   | ۲     | ۱    | ۴۰٪      |
| ۱۰   | لوکا بوناچیچ      | سپاهان   | ۶      | ۲   | ۳     | ۱    | ۳۳٪      |

## نتایج هماوردی (مسابقات رسمی)
| بردهای پرسپولیس با این نتایج به دست آمده است (۲۷ برد)                           | بردهای پرسپولیس با این نتایج به دست آمده است (۲۷ برد) |
| ------------------------------------------------------------------------------- | ----------------------------------------------------- |
| ۱ بر ۰                                                                          | هشت بازی                                              |
| ۲ بر ۱                                                                          | پنج بازی                                              |
| ۳ بر ۰                                                                          | پنج بازی                                              |
| ۲ بر ۰                                                                          | دو بازی                                               |
| ۳ بر ۱                                                                          | دو بازی                                               |
| ۳ بر ۲                                                                          | دو بازی                                               |
| ۴ بر ۲                                                                          | یک بازی                                               |
| ۶ بر ۰                                                                          | یک بازی                                               |
| همچنین در یک بازی تیم پرسپولیس با رای کمیته انضباطی ۳ بر ۰ برنده اعلام شده است. |                                                       |
| بردهای سپاهان با این نتایج به دست آمده است (۲۵ برد)                             |                                                       |
| ۲ بر ۱                                                                          | هفت بازی                                              |
| ۱ بر ۰                                                                          | هفت بازی                                              |
| ۲ بر ۰                                                                          | شش بازی                                               |
| ۴ بر ۱                                                                          | دو بازی (یک بازی در وقت اضافه)                        |
| ۳ بر ۲                                                                          | دو بازی (یک بازی در وقت اضافه)                        |
| ۴ بر ۲                                                                          | یک بازی                                               |
| تساوی‌های هماوردی با این نتایج به دست آمده است (۳۴ مساوی)                        |                                                       |
| ۰ بر ۰                                                                          | شانزده بازی                                           |
| ۱ بر ۱                                                                          | یازده بازی                                            |
| ۲ بر ۲                                                                          | شش بازی                                               |
| ۳ بر ۳                                                                          | یک بازی                                               |

## افتخارات
| تیم      | داخلی            | داخلی          | داخلی          | داخلی       | بین‌المللی         | بین‌المللی            | بین‌المللی       | مجموع کل |
| تیم      | کشوری            | کشوری          | کشوری          | مجموع داخلی | لیگ قهرمانان آسیا | جام برندگان جام آسیا | مجموع بین‌المللی | مجموع کل |
| تیم      | لیگ سراسری ایران | جام حذفی ایران | سوپر جام ایران | مجموع داخلی | لیگ قهرمانان آسیا | جام برندگان جام آسیا | مجموع بین‌المللی | مجموع کل |
| -------- | ---------------- | -------------- | -------------- | ----------- | ----------------- | -------------------- | --------------- | -------- |
| پرسپولیس | ۱۶               | ۷              | ۵              | ۲۸          | ۰                 | ۱                    | ۱               | ۲۹       |
| سپاهان   | ۶                | ۵              | ۱              | ۱۲          | ۰                 | ۰                    | ۰               | ۱۲       |

## بازی‌های حساس
- سپاهان ۱–۱ پرسپولیس (ضربات پنالتی ۴–۲)

۳۱ شهریور ۱۳۸۵

در سال ۱۳۸۵ تیم سپاهان و پرسپولیس با برتری مقابل حریفان خود به فینال بازی‌ها راه یافتند که بازی رفت در ورزشگاه آزادی برگزار شد.
سرمربی پرسپولیس مصطفی دنیزلی ترکیه ای و سرمربی تیم اصفهانی لوکا بوناچیچ کروات بود که علیرضا نیکبخت واحدی روی پاس زیبای حسین بادامکی گل اول بازی را به ثمر رساند و پس از چند دقیقه حمید شفیعی گل نیکبخت را پاسخ داد و بازی ۱–۱ مساوی خاتمه یافت.
در بازی برگشت پرسپولیس راهی اصفهان شد که بازی با گلهای ابراهیم اسدی برای پرسپولیس و حمید شفیعی برای سپاهان مساوی شد که در ضربات پنالتی نیکبخت واحدی و شیث رضایی از پرسپولیس و جلال اکبری از سپاهان نتوانستند پنالتی‌های خود را به ثمر برسانند و سپاهان با حساب ۲–۴ توانست قهرمان این دوره شود و به لیگ قهرمانان آسیا راه یافت.
- پرسپولیس ۱–۴ سپاهان

۱۱ خرداد ۱۳۸۶

در دیدار نیمه نهایی جام حذفی ۸۶–۱۳۸۵ پرسپولیس و سپاهان در ورزشگاه مملو از جمعیت آزادی به مصاف یکدیگر رفتند. این دیدار تا دقایق پایانی با برتری یک بر صفر پرسپولیس دنبال می‌شد اما پنالتی هادی عقیلی بازی را به تساوی کشاند و در اوقات اضافی، سپاهان ۳ بار دیگر توسط محمود کریمی به گل رسید تا در حضور ۱۰۰ هزار تماشاگر پرسپولیس، یک برد خاطره انگیز را برای طرفداران سپاهان رقم بزند و سپاهان با برتری ۴ بر یک در خانه پرسپولیس، راهی فینال شود و در پایان به مقام قهرمانی برسد.
- پرسپولیس ۲–۱ سپاهان

۲۸ اردیبهشت ۱۳۸۷

این بازی حکم بازی فینال لیگ هفتم حرفه‌ای ایران را داشت. در این بازی هر نتیجه‌ای غیر از برد پرسپولیس، حکم به قهرمانی سپاهان آن هم در استادیوم آزادی تهران می‌داد. برای تماشای این بازی بیش از ۱۰۰٬۰۰۰ تماشاگر سرخ‌پوش از ساعت‌ها قبل از شروع مسابقه در استادیوم آزادی جمع شده بودند. داوری این بازی بر عهده سعید مظفری زاده بود. اولین گل این بازی در دقیقه ۱۶ توسط محسن خلیلی وارد دروازه سپاهان شد ولی احسان حاج‌صفی در دقیقه ۲۹ گل پرسپولیسی‌ها را پاسخ گفت. در نهایت در پایان وقت قانونی و پس از اعلام ۷ دقیقه وقت تلف شده توسط داور پرسپولیس در دقیقه ۵ یک ضربه کاشته پشت محوطه جریمه صاحب شد که با ضربه سر سپهر حیدری در دقیقه ۶ از وقت‌های تلف شده باعث قهرمانی پرسپولیس برای دومین بار در تاریخ ۷ ساله لیگ برتر شد.
- پرسپولیس ۲–۲ سپاهان (ضربات پنالتی ۲–۴)

۱۵ اردیبهشت ۱۳۹۲

در جام حذفی ۹۲–۱۳۹۱ تیم سپاهان و پرسپولیس با برتری مقابل حریفان خود به فینال بازی‌ها راه یافتند که طبق قرعه‌کشی تک بازی فینال در ورزشگاه آزادی برگزار شد.
در ۹۰ دقیقه وقت قانونی، بازی با گل‌های کریم انصاری‌فرد از پرسپولیس و جواهیر سوکای از سپاهان با نتیجهٔ ۱–۱ به پایان رسید تا بازی به وقت‌های اضافه کشیده شود. در وقت‌های اضافه هم با گل‌های محمد نوری از پرسپولیس و محمد غلامی به پایان رسید تا نتیجهٔ بازی در مجموع ۱۲۰ دقیقه ۲–۲ شود و بازی به ضربات پنالتی کشیده شود. در ضربات پنالتی رضا حقیقی هادی نوروزی نتوانستند پنالتیها خود را به ثمر برسانند ودر نهایت تیم فوتبال سپاهان موفق شد با نتیجهٔ ۴–۲ تیم پرسپولیس را شکست دهد و به مقام قهرمانی این دوره از مسابقات جام حذفی کشور دست یابد، از حواشی این بازی حساس خداحافظی مهدی مهدوی کیا اسطوره باشگاه پرسپولیس از مستطیل سبز بود.
- پرسپولیس ۱–۰ سپاهان

۸ خرداد ۱۳۹۸

این بازی نیمه‌نهایی جام حذفی ۹۸–۱۳۹۷ فوتبال ایران بود که در ورزشگاه نقش جهان اصفهان برگزار شد و با حساسیت‌های بسیار و درگیری‌های بازیکنان دو تیم با یکدیگر همراه شد. در این مسابقه پُر مخاطره که سه اخراجی داشت از سپاهان ۲ اخراجی در دقیقه ۹۸ و وقت‌های اضافهٔ پس از نود دقیقه (بین دو نیمه) و از پرسپولیس با ۱ اخراجی «بازیکن ذخیره» در وقت‌های اضافهٔ پس از نود دقیقه (بین دو نیمه) همراه شد. در ادامه نیز در دقیقه ۱۱۳ یک پنالتی به سود سپاهان گرفته‌شد که مهدی کیانی موفق نشد توپ را گل کند تا بازی صفر-صفر ادامه یابد. در نهایت و در ثانیه‌های پایانی شوت احمد نوراللهی در دقیقه ۱۲۱ به سیاوش یزدانی مدافع تیم سپاهان برخورد کرد و سپس وارد دروازه شد تا پرسپولیس با برتری ۱ بر ۰ به فینال جام حذفی راه‌یابد و برنده این بازی حساس و جنجالی باشد. پرسپولیس در فینال نیز موفق شد داماش گیلان را ۱–۰ شکست دهد و قهرمان جام حذفی شود.
- سپاهان ۱–۱ پرسپولیس

این بازی در ۱۹ اردیبهشت ۱۴۰۰ برگزار شد دوتیم در رده‌های اول و دوم قرار داشتند و فاصله زیادی با تیم سوم ایجاد کرده بودند این بازی که به عنوان فینال لیگ بیستم هم نام برده می‌شد، حواشی زیادی داشت. در این بازی ابتدا پرسپولیس با گل دقیقه ۵۵ عیسی آل‌کثیر ۱ بر ۰ پیش افتاد اما محمد محبی دقیقه ۸۷ بازی را مساوی کرد تا تنور رقابت‌ها در لیگ بیستم همچنان داغ بماند. این هفتاد و پنجمین هماوردی دو تیم بود که به میزبانی ورزشگاه نقش جهان اصفهان برگزار شد.
- سپاهان ۱–۰ پرسپولیس

۲۸ دی ۱۴۰۳ 

دوتیم در سوپرجام به عنوان قهرمان جام حذفی (سپاهان) و قهرمان لیگ (پرسپولیس) به مصاف هم رفتند که تیم سپاهان این بازی را با گل استیون ان‌زونزی در دقیقه ۲ به پیروزی رساند و اولین قهرمانی خود را در سوپرجام کسب کرد.

## نگارخانه

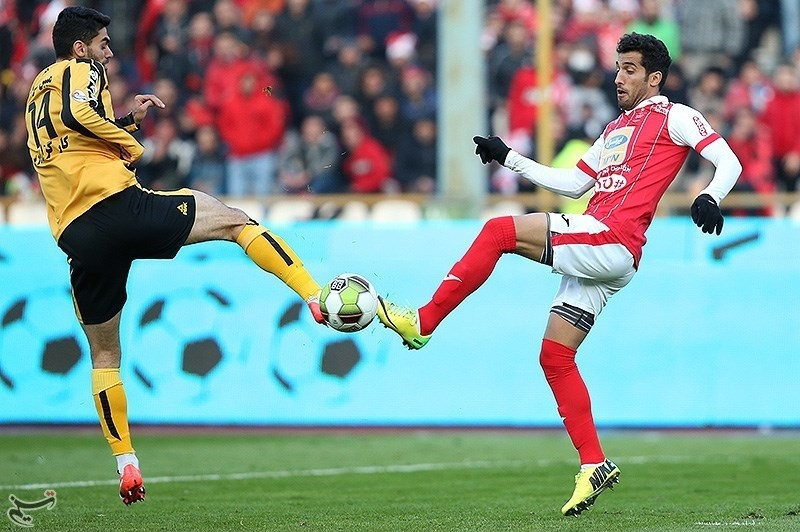
پرسپولیس ۲-۰ سپاهان در ورزشگاه آزادی تهران
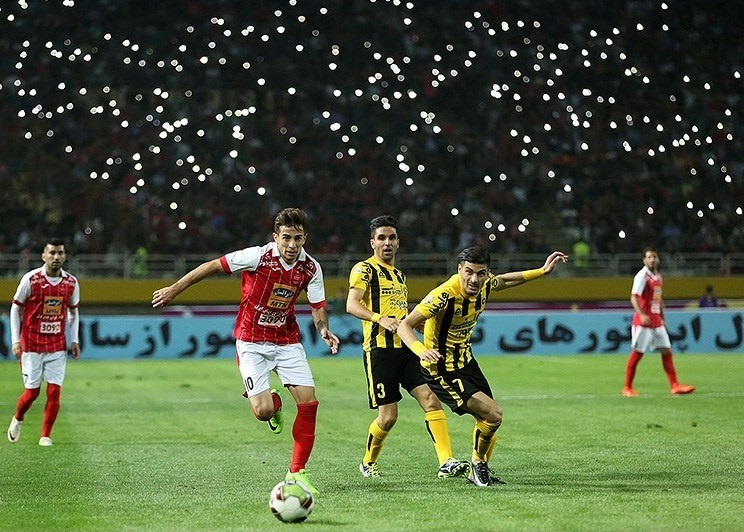
تصویری از هماوردی در ورزشگاه نقش جهان اصفهان در دوره هفدهم لیگ برتر
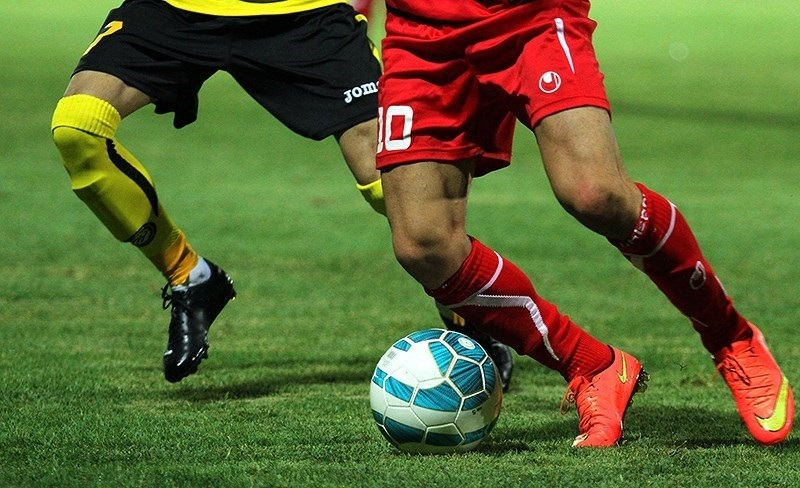
تصویری از هماوردی بین پرسپولیس و سپاهان با لباس‌های اول دو تیم
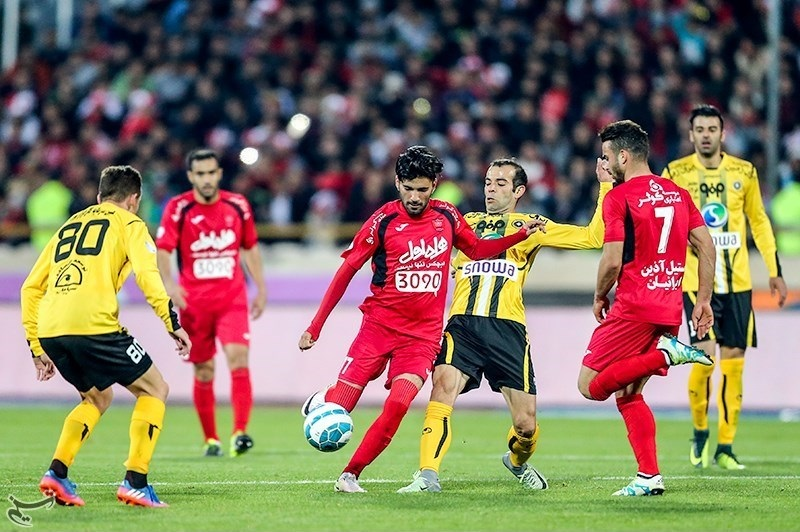
محسن مسلمان در یکی از مسابقات هماوردی پرسپولیس و سپاهان
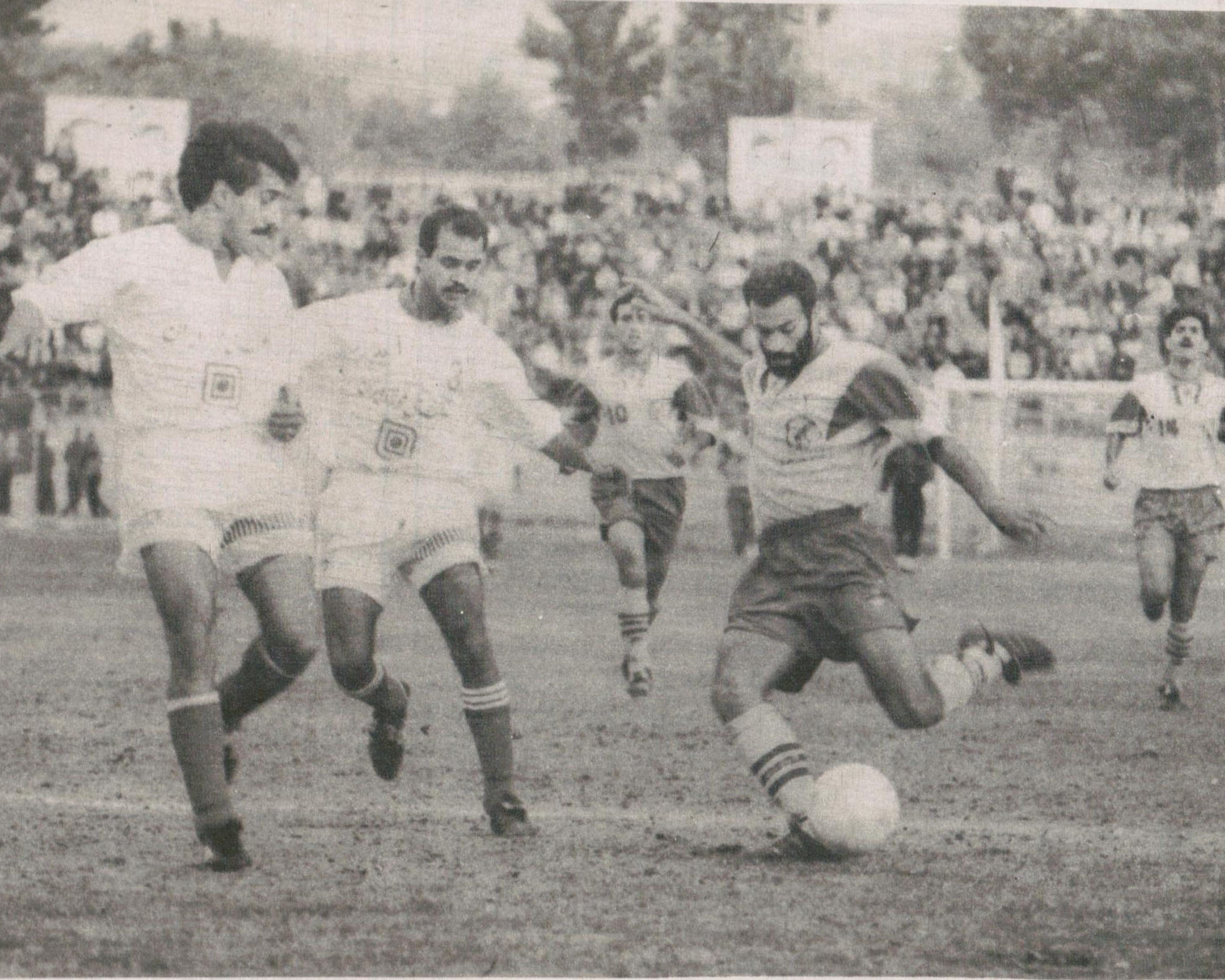
سپاهان و پرسپولیس سال ۱۳۷۵